# Цимбалюк Сергій Юрійович
Сергій Юрійович Цимбалюк (нар. 15 червня 1989 р. с. Велика Березна, Полонський р-н, Хмельницька обл. — загинув 23 квітня 2022 р. с. Довгеньке, Ізюмський р-н, Харківська обл.) — старший сержант,  учасник російсько-української війни.

## Життєпис
Народився 15 червня 1989 р. в селі Велика Березна, Полонського району, Хмельницької області.
Навчався у Вінницькому педагогічному університеті.
Служив в 95-й окремій десантно-штурмовій бригаді, командир відділення 3-го десантно-штурмового батальйону.
Загинув під час виконання бойового завдання у складі спецгрупи внаслідок бойового зіткнення з диверсійно-розвідувальною групою противника.